# ブリジェンド
ブリジェンド (Bridgend) は、イギリス・ウェールズのタウン。歴史的カウンティのグラモーガン内に位置しているが、現在は同名のカウンティ・バラのブリジェンド内に位置し、その主要なエリアを占めている。人口は約30,000人。かつてはウェールズ最大のタウンであったが、現在は14番目に大きい都市エリアとなっている。カーディフの西29km、スウォンジの東32kmに位置している。1445年に建てられたオグモア川にかかる橋が、タウン名の由来となっている。歴史的にはグラモーガンの一部で、1980年代から町の規模が拡大を続けている。2001年の国勢調査で、タウンの人口は39,429人であった。また地方自治体ブリジェンドの人口は、2001年の128,700人から、2011年の139,200人へと、10年間で8.2%増加した。これはウェールズでは首都のカーディフに次ぐ増加率である。現在は再開発プロジェクトが進められていて、中心エリアの歩行者専用道路や新しいビジネス・パークなどができた。

## 出身人物
- キーラ・ゲイル - フィギュアスケート選手
- オーウェン・ワトキン - ラグビー選手
- ジョシュ・ナヴィディ - ラグビー選手
- フューネラル・フォー・ア・フレンド - ロック・バンド
- ブレット・フォー・マイ・ヴァレンタイン - ヘヴィメタル・バンド

## 姉妹都市
- フランス ヴィルナーヴ＝ドルノン
- ドイツ ラーゲナウ